# Kraftwerk Hsinta
Das Kraftwerk Hsinta oder Kraftwerk Xingda (chinesisch 興達發電廠, Pinyin Xìngdá Fādiànchǎng) ist ein thermisches Kraftwerk in der Republik China (Taiwan) mit einer im Jahr 2014 installierten Leistung von 4,326 GW. Das Kraftwerk liegt direkt an der Küste im Nordwesten der Stadt Kaohsiung in den beiden Stadtbezirken Qieding und Yong’an und besteht aus vier Kohlekraftwerksblöcken und fünf Gas-und-Dampfturbinen-Kraftwerken. Die zwei älteren Kohlekraftwerksblöcke aus den Jahren 1982/3 weisen jeweils 500 MW auf, die beiden neueren Blöcke aus den Jahren 1985/6 je eine Blockleistung von 550 MW. In den Jahren 1998 bis 1999 gingen weitere fünf Gas-und-Dampfturbinen-Kraftwerke ans Netz. Betreiber und Eigentümer der Kraftwerksanlage ist die Taiwan Power Company.
Die für den Betrieb nötige Kohle wird per Schiff hauptsächlich aus Indonesien und Australien importiert. Geringere Anteile kommen aus Russland, den USA und Kolumbien (Angaben für das Jahr 2019). Direkt am Kraftwerksareal befinden sich seit 2009 vier überdachte Kohlebunker mit einem Fassungsvermögen für je 170.000 Tonnen Kohle, was einen ununterbrochenen Kraftwerksbetrieb über 50 Tage sicherstellt.
Am 5. September 2020 wurde bekannt, dass ein Konsortium aus General Electric International Inc. (GE) mit dem taiwanischen Partner CTCI  einen Großauftrag zum Umbau des Kraftwerkes gewonnen hatte. Bis zum Jahr 2024 sollen drei neue Gas-und-Dampfturbinen-Kraftwerkseinheiten gebaut werden und die Kohlekraftwerke ersetzen.
| Einheit | Beginn des kommerziellen Betriebs | Installierte Kapazität (MW) | Energiequelle |
| ------- | --------------------------------- | --------------------------- | ------------- |
| #1      | 28. September 1982                | 500                         | Kohle         |
| #2      | 31. Juli 1983                     | 500                         | Kohle         |
| #3      | 19. Juni 1985                     | 550                         | Kohle         |
| #4      | 7. April 1986                     | 550                         | Kohle         |
| C/C#1   | 26. April 1998                    | 445,19                      | Erdgas        |
| C/C#2   | 26. Mai 1998                      | 445,19                      | Erdgas        |
| C/C#3   | 29. Juni 1998                     | 445,19                      | Erdgas        |
| C/C#4   | 31. August 1998                   | 445,19                      | Erdgas        |
| C/C#5   | 16. Januar 1999                   | 445,19                      | Erdgas        |

## Zwischenfälle
In der Nacht vom 13. zum 14. Mai 2021 kam es aufgrund einer Fehlfunktion in einem Umspannwerk zur Abschaltung von zwei Kohle- und zwei Flüssiggaskraftwerken mit der Folge, dass die Kraftwerksanlagen 2,2 Millionen kW weniger Energie lieferten. Mindestens vier Millionen Haushalte in Taiwan waren von einem Stromausfall betroffen, als die Betreibergesellschaft Taipower die Stromversorgung für jeweils 50 Minuten in verschiedenen wechselnden Bezirken und Gemeinden in ganz Taiwan unterbrach. Am Morgen des 14. Mai 2021 war die Stromversorgung wieder hergestellt. Kraftwerkssprecher betonten, dass der Fehler nicht im Kraftwerk selbst, sondern im Stromnetz gelegen habe.
Am 4. März 2022 kam es zu einer ausgedehnten Unterbrechung der Energieversorgung in Taiwan, von der 5,49 Millionen Haushalte betroffen waren. Aufgrund einer Fehlfunktion wurde das Kraftwerk Hsinta abgeschaltet, was in der Folge zu weiteren Kraftwerks-Abschaltungen führte. Nach Angaben der Kraftwerksbetreiber waren menschliche Fehler für den Vorfall verantwortlich.